# 绍鲍多什·米克洛什
绍鲍多什·米克洛什（匈牙利語：Szabados Miklós，1912年3月7日—1962年2月12日），匈牙利/澳大利亚乒乓球运动员。他曾获得15枚世界乒乓球锦标赛金牌。